# Erdi Gülaslan
Gani Erdi Gülaslan (İzmit, 3 marzo 1994) è un cestista turco.